# Tramvajová doprava v Île-de-France
Správce veřejné dopravy Île-de-France Mobilités organizuje, koordinuje a financuje ve francouzském regionu Île-de-France tramvajovou dopravu na 14 linkách. Částečně tak navazuje na předchozí provozování tramvajové dopravy v Paříži v letech 1855–1957. V první polovině roku 2025 je v provozu 15 linek a délka sítě činí 196,6 km s 283 zastávkami. Provozovatelem linek jsou společnosti RATP, SNCF, Keolis a Transkeo. 

## Historie

### Původní tramvajová síť
Mezi lety 1855 a 1938 existovala v Paříži rozsáhlá tramvajová síť, která zajišťovala dopravu v centru i na periferiích města. První tramvajové vozy ve městě byly tažené koňmi, později se objevily parní tramvaje, plynové a pneumatické. Ač už bylo zřejmé, že nejvýhodnější pohon je elektrický, město se dlouho bránilo vrchnímu vedení, zejména v centru. Od roku 1892 začaly jezdit akumulátorové tramvaje a roku 1898 konečně elektrická tramvaj s napájením vrchní trolejí, ovšem jen mimo centrum. Přes centrum města musely přejíždět na akumulátorový pohon. Roku 1900 provozovalo 13 různých společností 108 tramvajových linek o celkové délce 814 km. Roku 1921 vznikla společnost STCRP, která všechny společnosti vykoupila a podřídila centrálnímu vedení. Síť i vozový park byl modernizován a částečně sjednocen a v roce 1925 zahrnovala síť 122 linek v celkové délce 1111 km. Provoz zajišťovalo 2 298 motorových a 928 vlečných vozů, umístěných a udržovaných ve 41 depech a dílnách, které za rok přepravily 720 milionů cestujících. 
V letech 1891–1924 byla v provozu jedna linka kabelové tramvaje. Od roku 1900 musela tramvajová doprava čelit konkurenci metra a od roku 1906 i autobusů. Roku 1929 městská rada rozhodla, že se nákladný a nepružný tramvajový provoz nahradí autobusy. Svou roli sehrál rostoucí automobilový provoz, kterému tramvaje překážely, i zájmy automobilového průmyslu. V letech 1930-1936 byla skutečně tramvajová doprava zrušena, s jedinou výjimkou předměstské trati do Versailles, zrušené až roku 1957. 

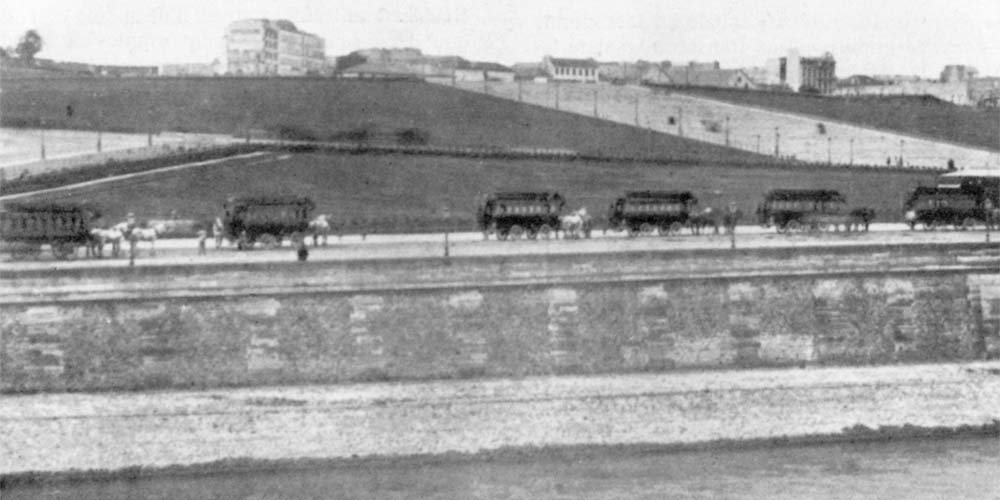
Vozy tažené koňmi na dnešní Avenue de New-York
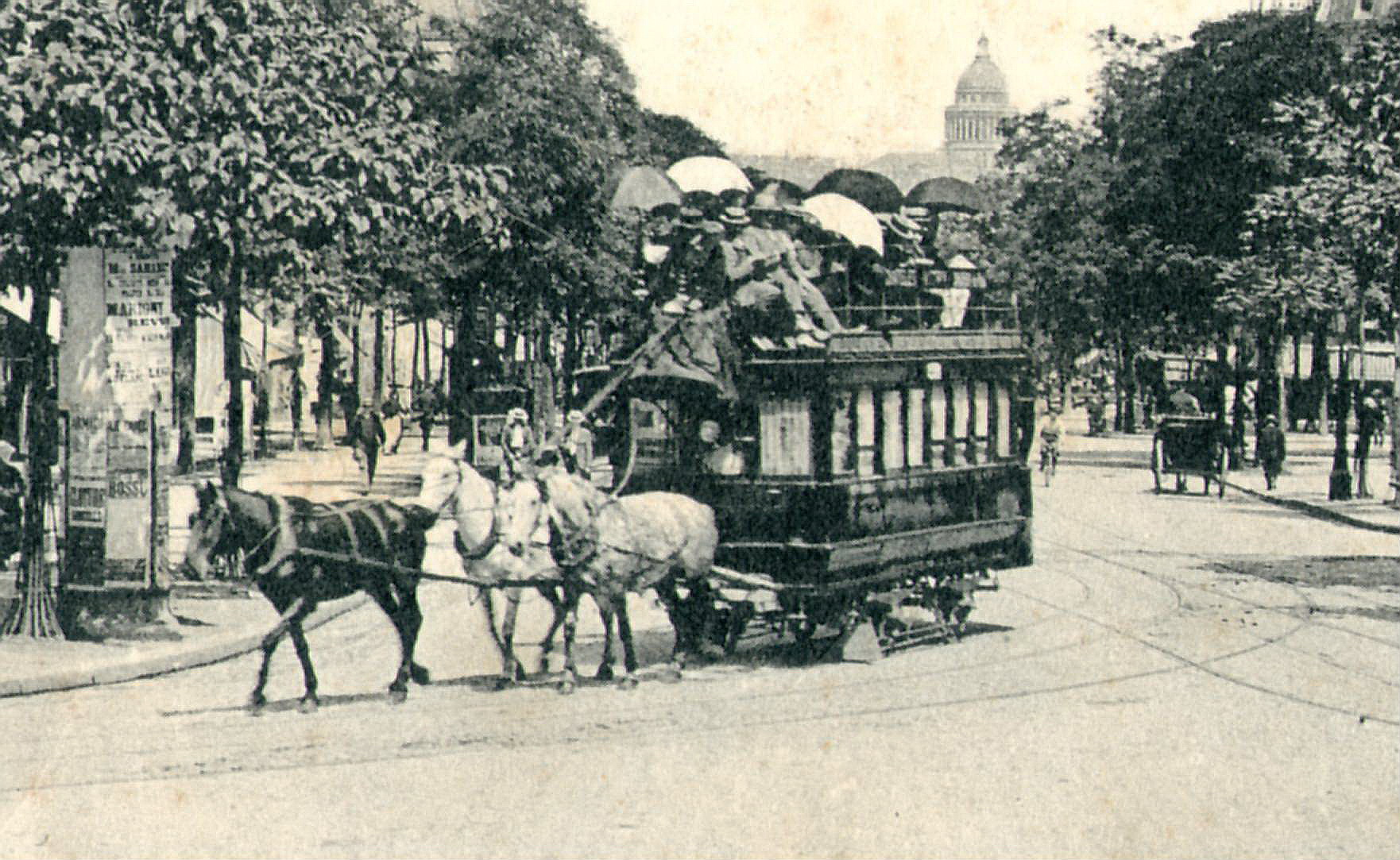
Koněspřežná tramvaj na Avenue des Gobelins
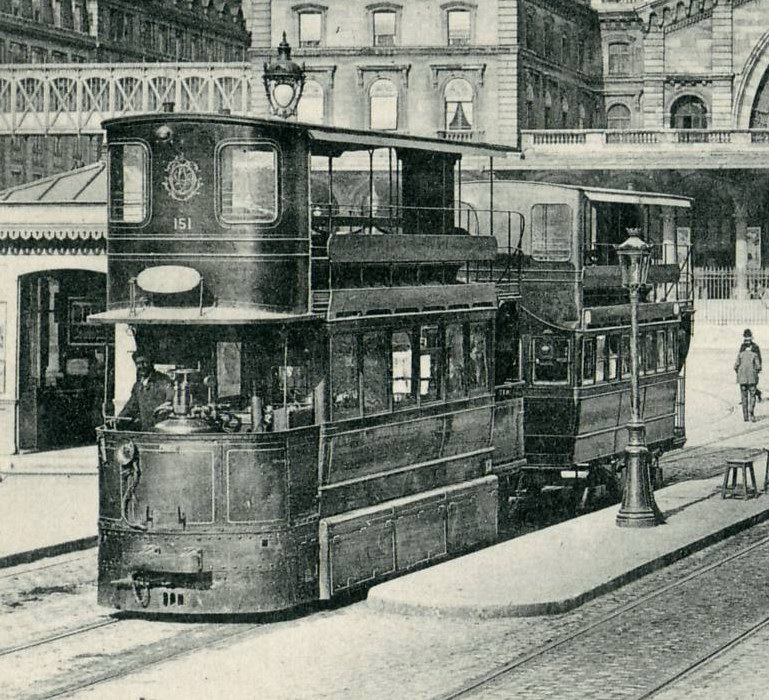
Patrová tramvaj u nádraží Paris Est
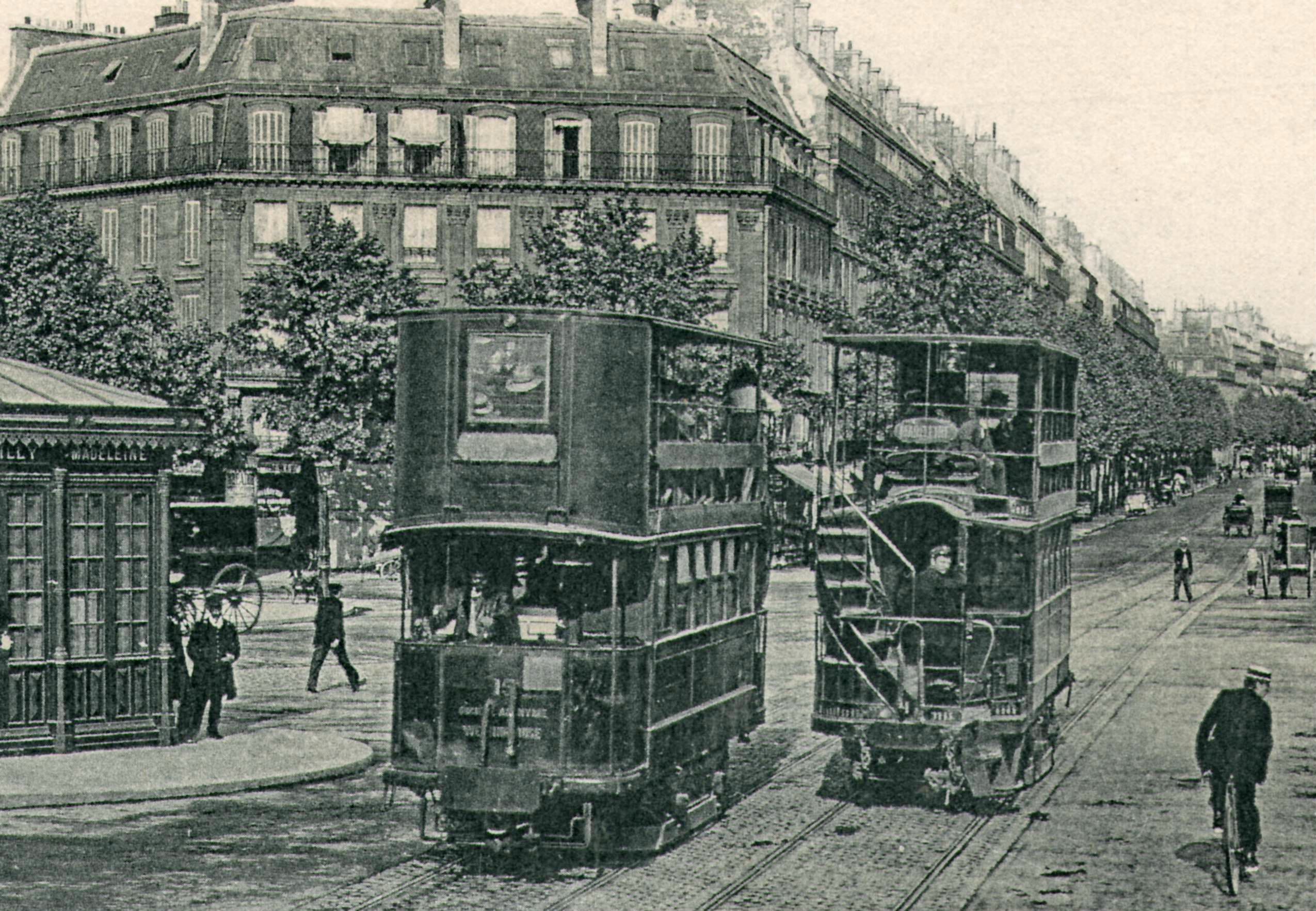
Patrové tramvaje na Avenue de Villiers
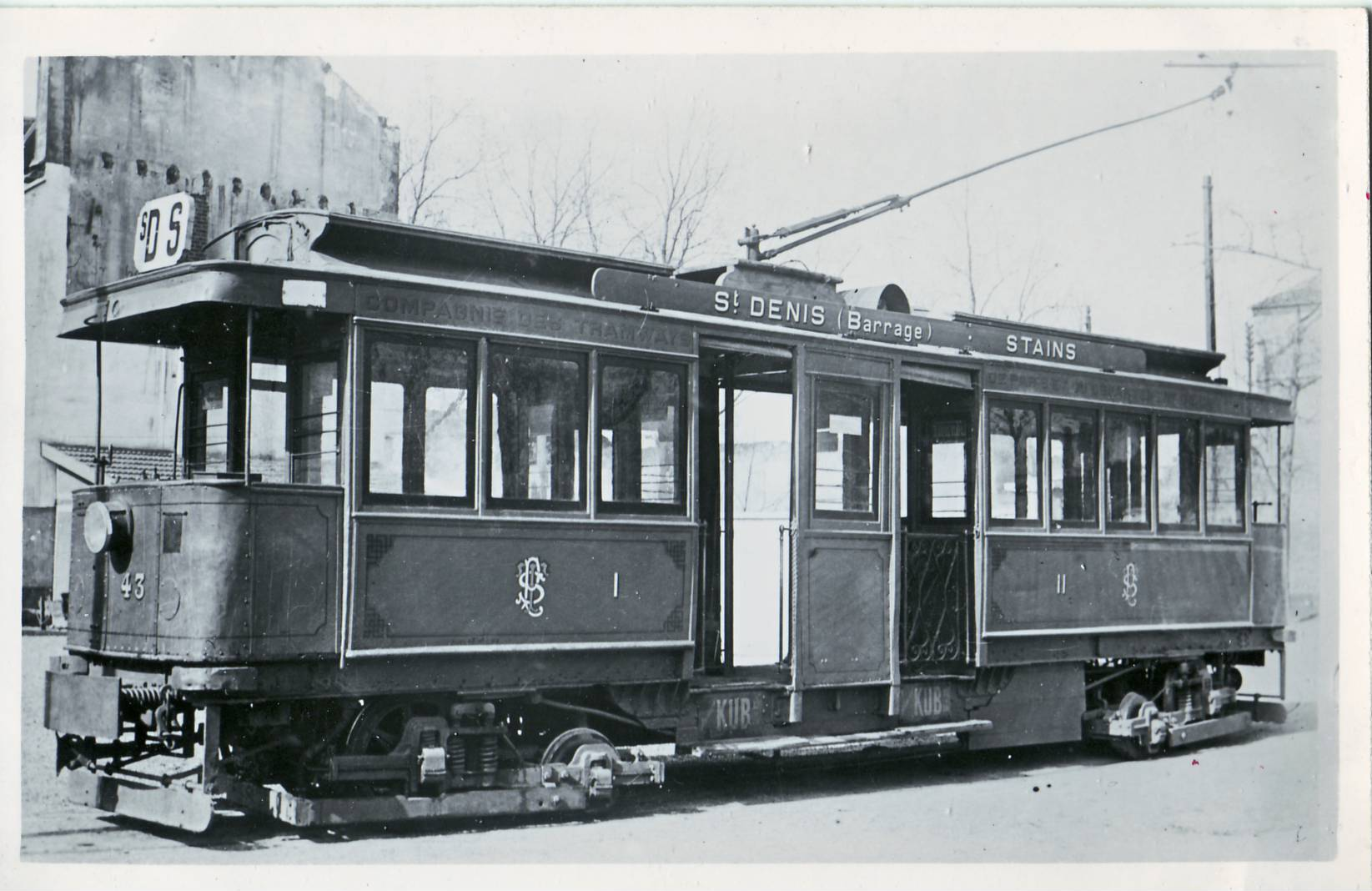
Elektrická tramvaj linky Saint-Denis-Barrage –⁠ Stains
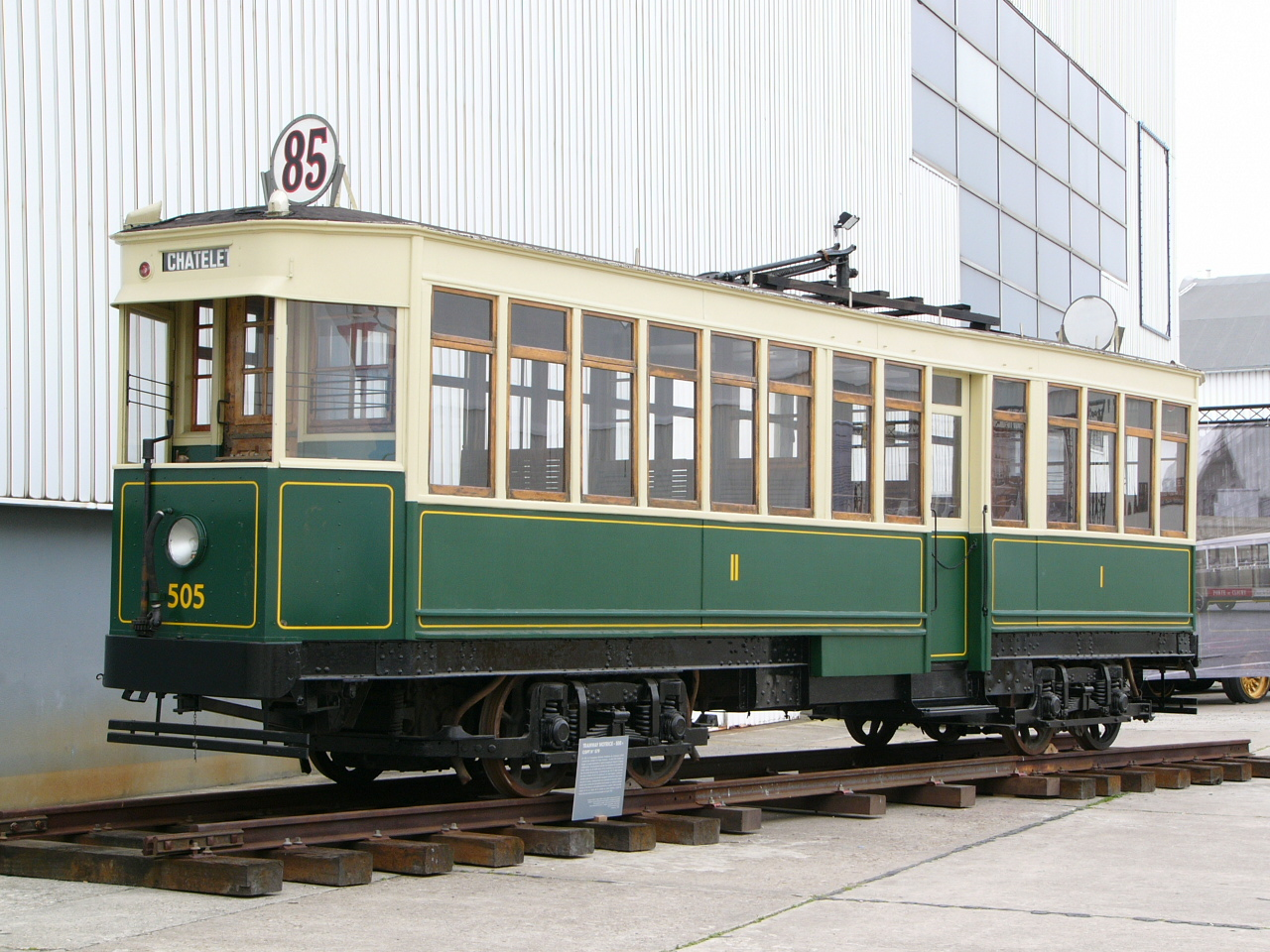
Tramvajový vůz typu 500
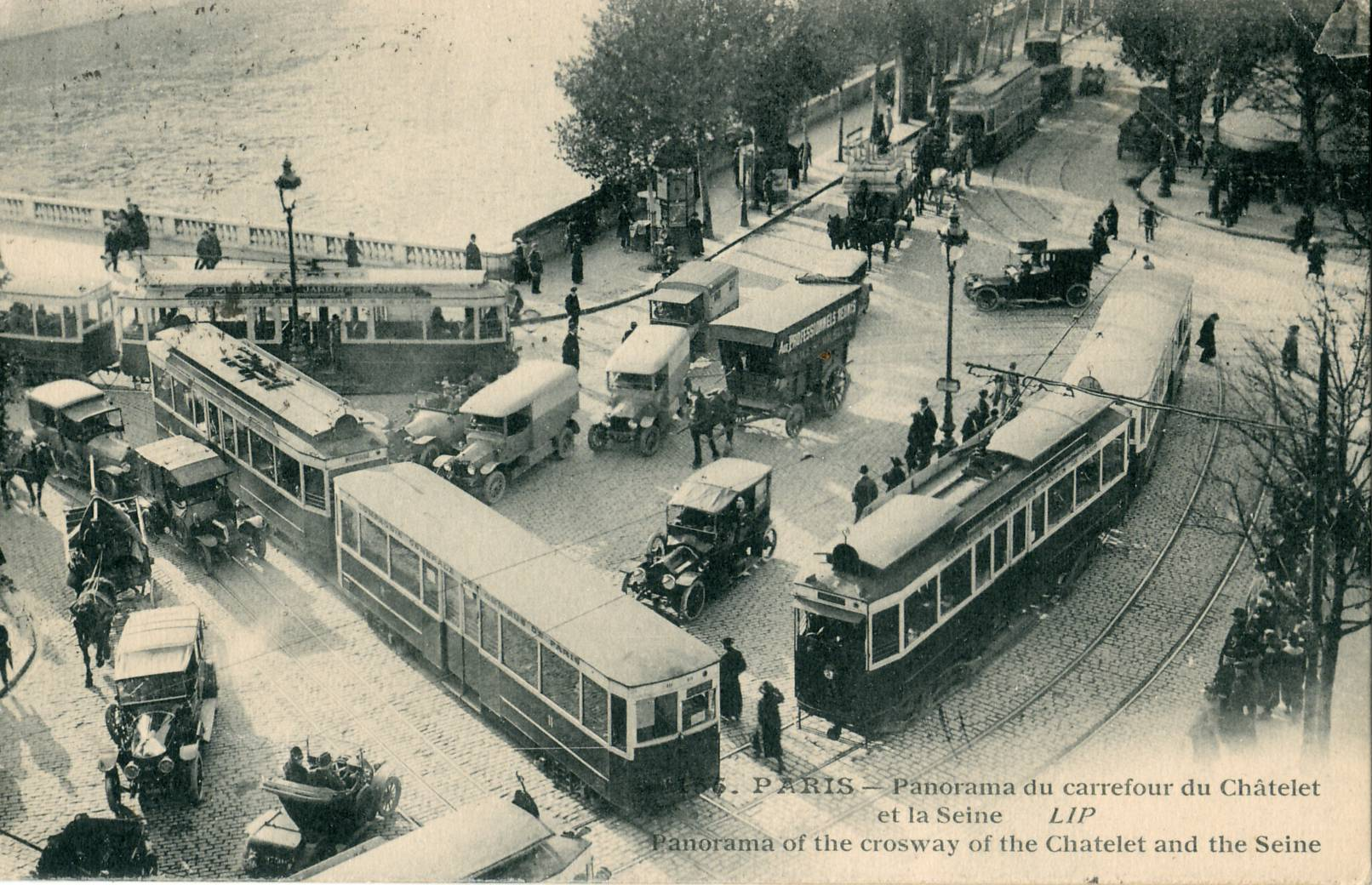
Silný provoz tramvají v oblasti Châtelet
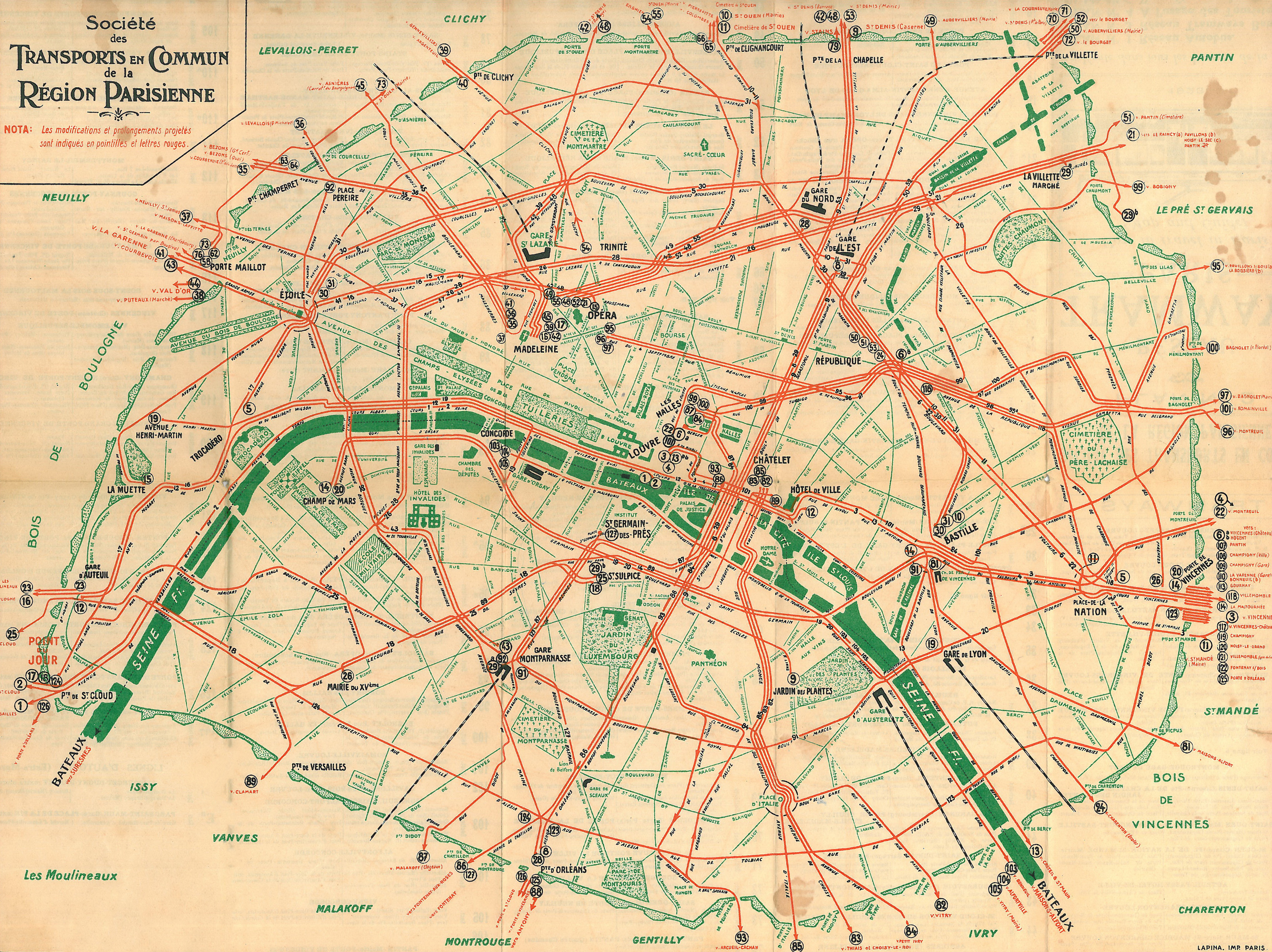
Schéma pařížských tramvají v roce 1923

### Návrat tramvají
K obnovení provozu došlo až roku 1992, ačkoliv na území samotné Paříže se tramvaje vrátily jen okrajově, neboť naprostá většina současné sítě se nachází v regionu Île-de-France. První linka, označovaná jako T1, byla zprovozněna na severním předměstí Saint-Denis. O dalších pět let později se objevila další linka, T2. V roce 2006 přibyly linky T3a, T3b a T4, v roce 2013 linky T5 a T7 a o rok později také linky T6 a T8. Linka T9 zahájila provoz v dubnu roku 2021 a linka T10 v červnu roku 2023. S návratem tramvají do centra Paříže se nepočítá.
V roce 2017 byl zahájen provoz na první ze tří plánovaných tras systému Tram Express. Linka s označením T11 spojuje Épinay-sur-Seine a Le Bourget. Druhá expresní linka s označením T13 začala vozit cestující v červenci 2022 mezi městy Saint-Germain-en-Laye a Saint-Cyr. Třetí expresní linka s označením T12 zahájila provoz mezi Massy-Palaiseau a Évry-Courcouronnes na konci roku 2023.
Na trati Esbly — Crécy-la-Chapelle, kde od 4. července 2011 jezdí vlakotramvaje, došlo 22. března 2025 organizační změně. Od toho data nejsou spoje vedeny jako linka P systému Transilien, ale jako tramvajová linka T14.

## Linky
| Linka | Trasa                                                                    | Obrázek | Rok otevření | Poslední prodloužení | Délka   | Počet zastávek | Dopravce | Poznámka                  |
| ----- | ------------------------------------------------------------------------ | ------- | ------------ | -------------------- | ------- | -------------- | -------- | ------------------------- |
|       | Asnières-Quatre Routes — Gare de Noisy-le-Sec                            |         | 1992         | 2019                 | 17,9 km | 37             | RATP     |                           |
|       | Pont de Bezons — Porte de Versailles                                     |         | 1997         | 2012                 | 17,9 km | 24             | RATP     |                           |
|       | Pont du Garigliano — Porte de Vincennes                                  |         | 2006         | 2012                 | 12,4 km | 25             | RATP     | Maršálská tramvaj jih     |
|       | Porte de Vincennes — Porte Dauphine                                      |         | 2012         | 2024                 | 17,5 km | 33             | RATP     | Maršálská tramvaj sever   |
|       | Aulnay-sous-Bois / Hôpital de Montfermeil — Bondy                        |         | 2006         | 2020                 | 13,3 km | 20             | SNCF     | Vlakotramvaj              |
|       | Marché de Saint-Denis — Garges-Sarcelles                                 |         | 2013         | 2013                 | 6,6 km  | 16             | RATP     | Tramvaj na pneumatikách   |
|       | Châtillon - Montrouge — Viroflay-Rive-Droite                             |         | 2014         | 2016                 | 14 km   | 21             | RATP     | Tramvaj na pneumatikách   |
|       | Villejuif - Louis Aragon — Athis-Mons - Porte de l'Essonne               |         | 2013         | 2013                 | 11,2 km | 18             | RATP     |                           |
|       | Saint-Denis - Porte de Paris — Villetaneuse-Université / Épinay-Orgemont |         | 2014         | 2014                 | 8,46 km | 17             | RATP     |                           |
|       | Porte de Choisy — Orly-Gaston Viens                                      |         | 2021         | 2021                 | 10,3 km | 19             | Keolis   |                           |
|       | Antony - La Croix de Berny — Clamart - Jardin Parisien                   |         | 2023         | 2023                 | 6,8 km  | 13             | RATP     |                           |
|       | Épinay-sur-Seine — Le Bourget                                            |         | 2017         | 2017                 | 11 km   | 7              | Transkeo | Tram Express Vlakotramvaj |
|       | Massy-Palaiseau — Évry-Courcouronnes                                     |         | 2023         | 2023                 | 20 km   | 16             | Transkeo | Tram Express Vlakotramvaj |
|       | Saint-Germain-en-Laye — Saint-Cyr                                        |         | 2022         | 2022                 | 18,8 km | 12             | Transkeo | Tram Express Vlakotramvaj |
|       | Esbly — Crécy-la-Chapelle                                                |         | 2025         | 2025                 | 9,9 km  | 5              | Keolis   | Vlakotramvaj              |

## Vozidla
Na všech tratích jsou nasazena kloubová, nízkopodlažní vozidla. První generací moderních pařížských tramvají jsou tříčlánkové vozy Alstom TFS (Tramway français standard) z roku 1992, které vozí cestující na lince T1. Na linkách T2, T7 a T8 jezdí pětičlánkové tramvaje Alstom Citadis 302 dvou generací. Sedmičlánkové vozy Alstom Citadis 402 obsluhují linky T3a a T3b, novější verze Citadis 405 linku T9 i T10. Na linkách T5 a T6 jezdí tramvaje na pneumatikách značky Translohr s jednou středovou vodicí kolejí. Linky T4 a T14 jsou obsluhovány vlakotramvajemi Alstom Citadis Dualis, které jezdí i na expresních linkách T11, T12 a T13. 

## Galerie

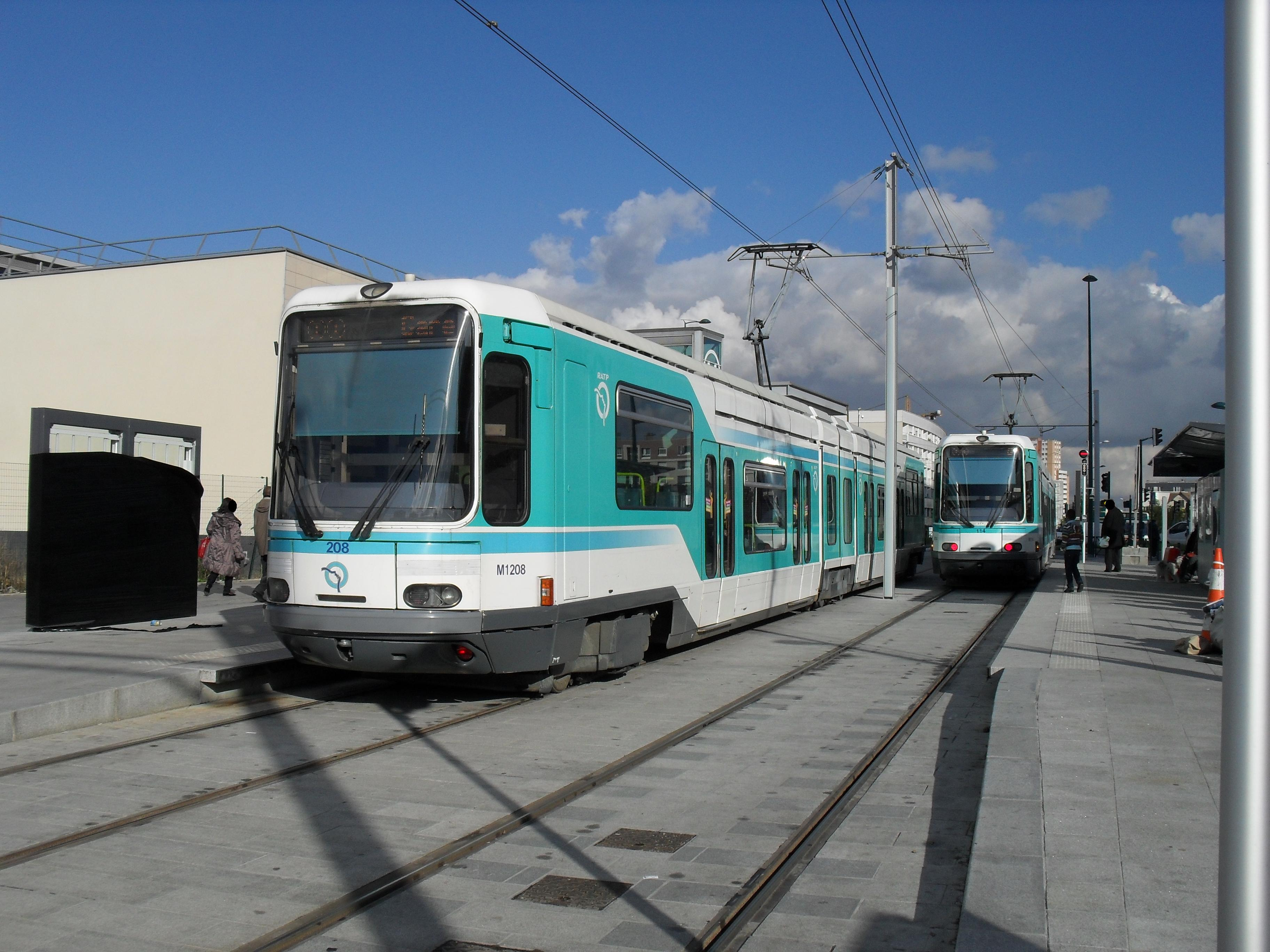
Alstom TFS na lince T1
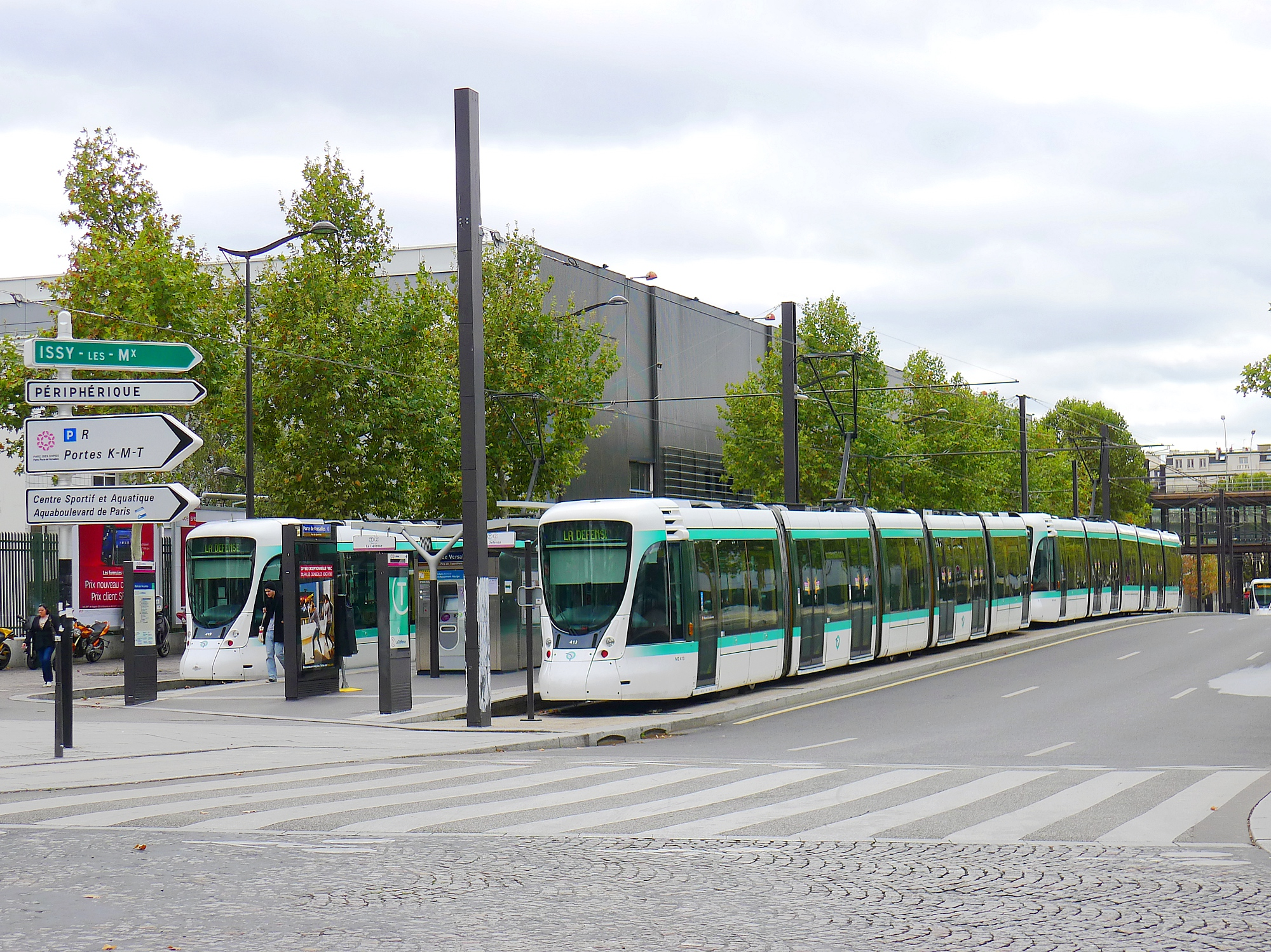
Vozy Citadis 302 jsou na lince T2 provozovány ve dvojicích
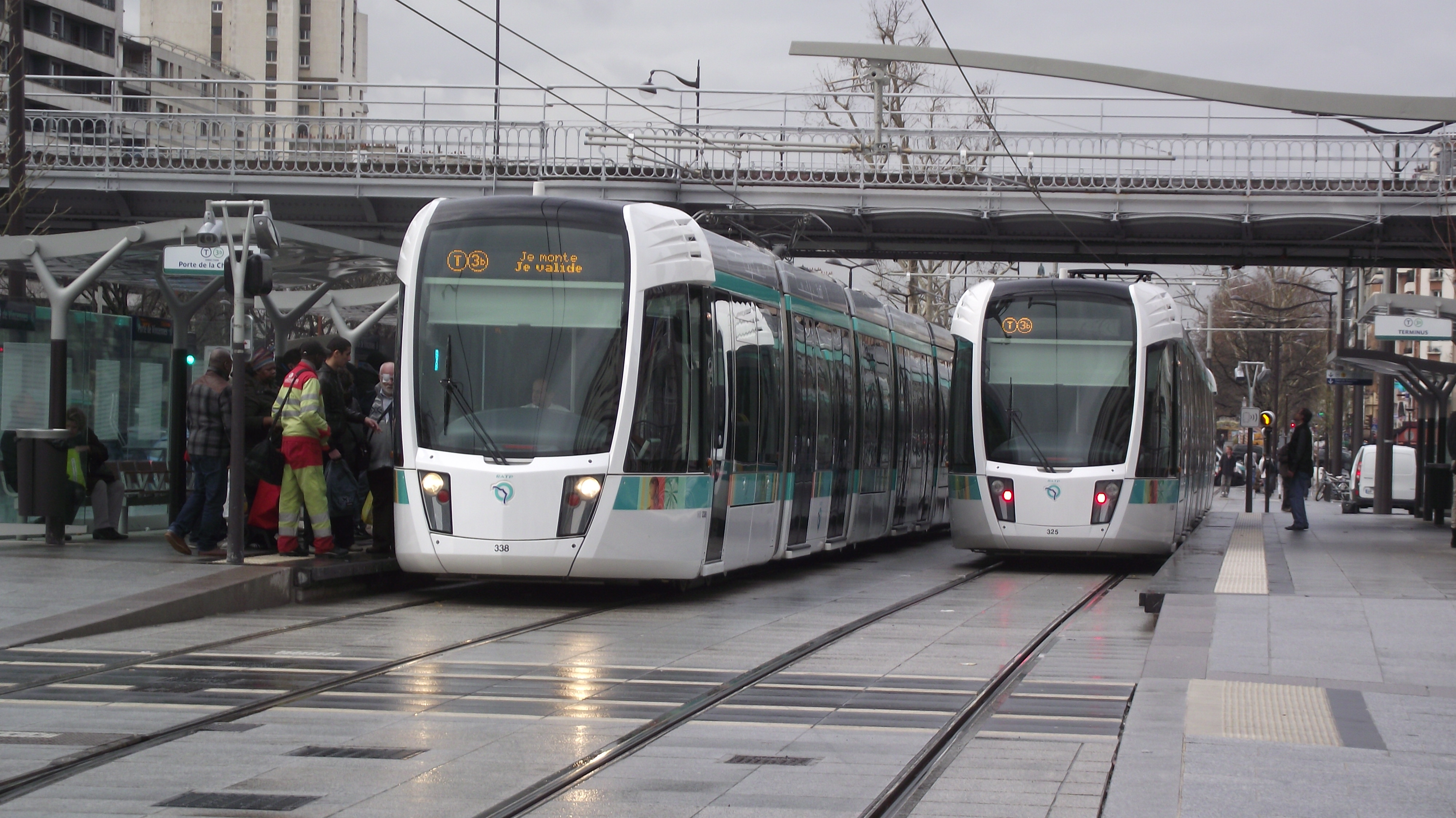
Sedmičlánkové vozy Citadis 402 na lince T3b
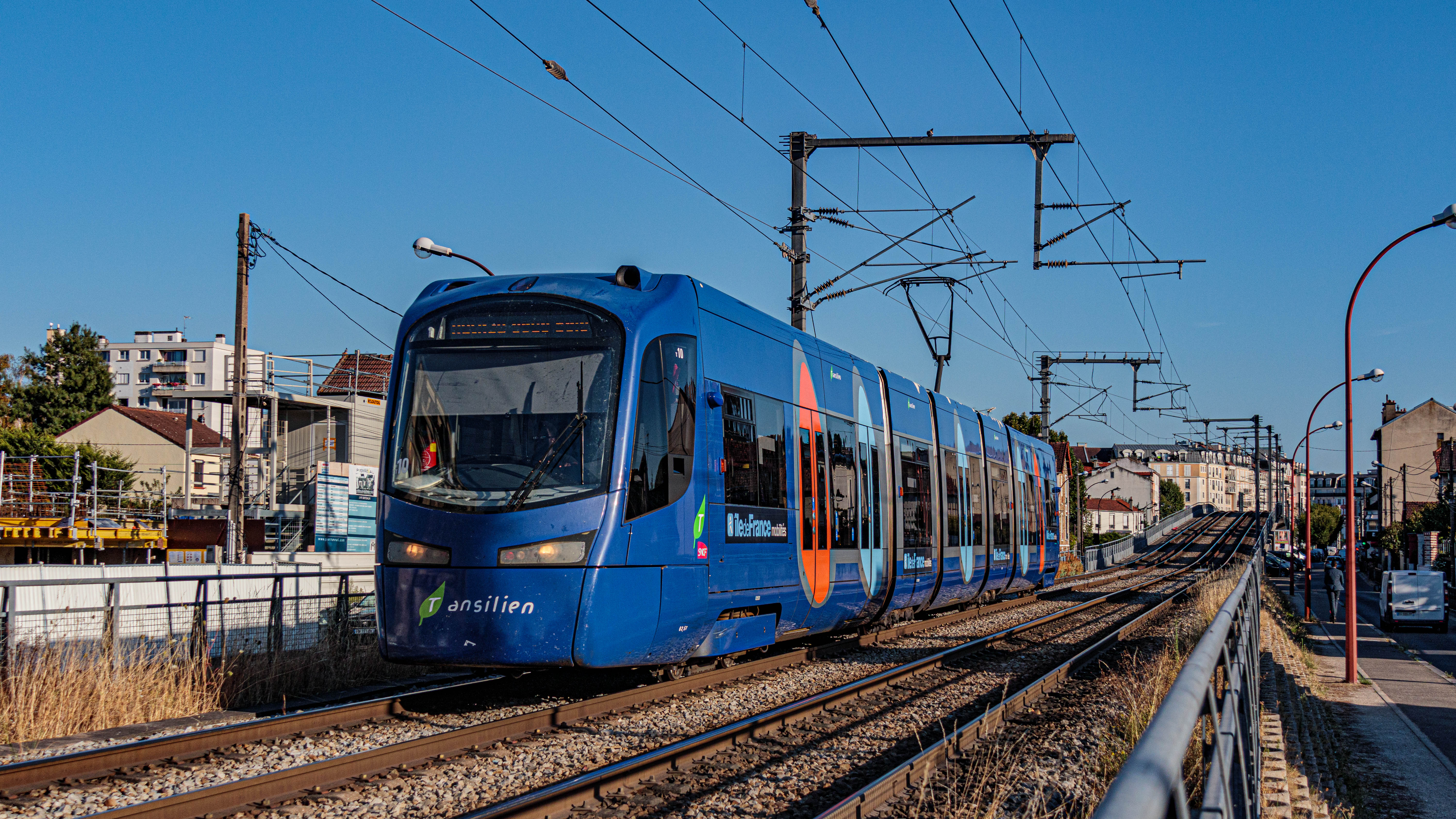
Vlakotramvaj Siemens Avanto na lince T4
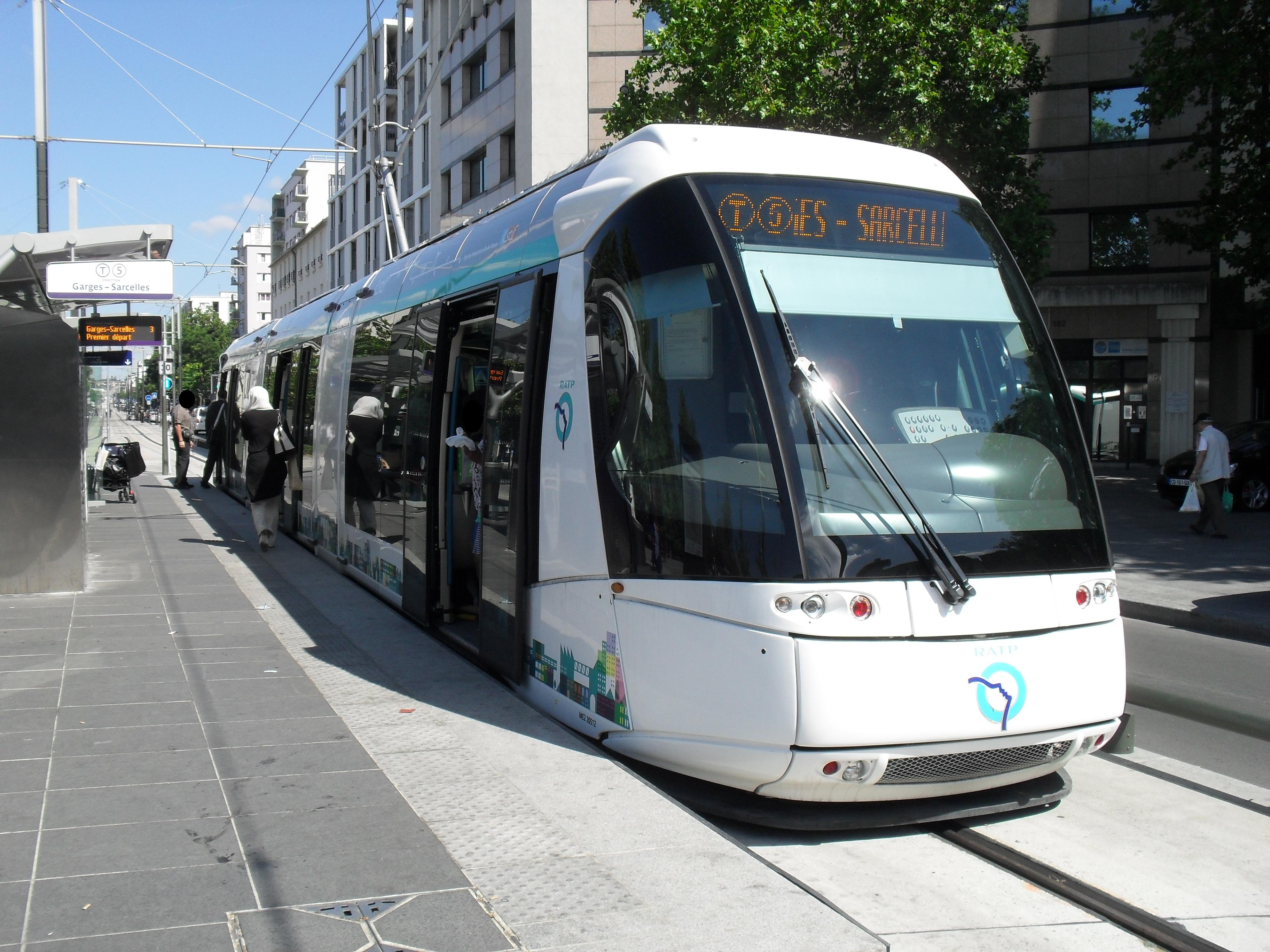
Tramvaj na pneumatikách Translohr na lince T5
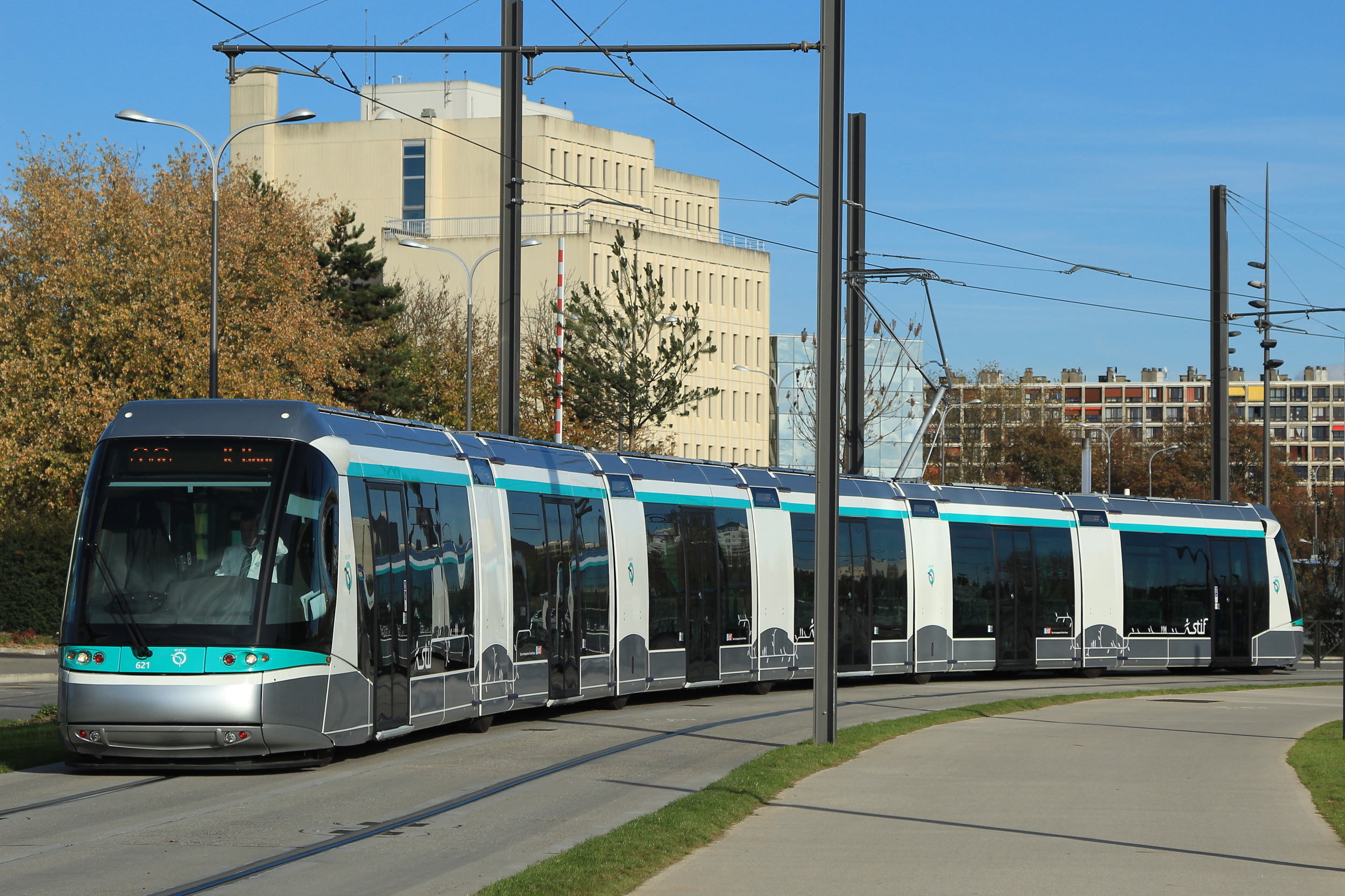
Linka T6 a šestičlánkový Translohr
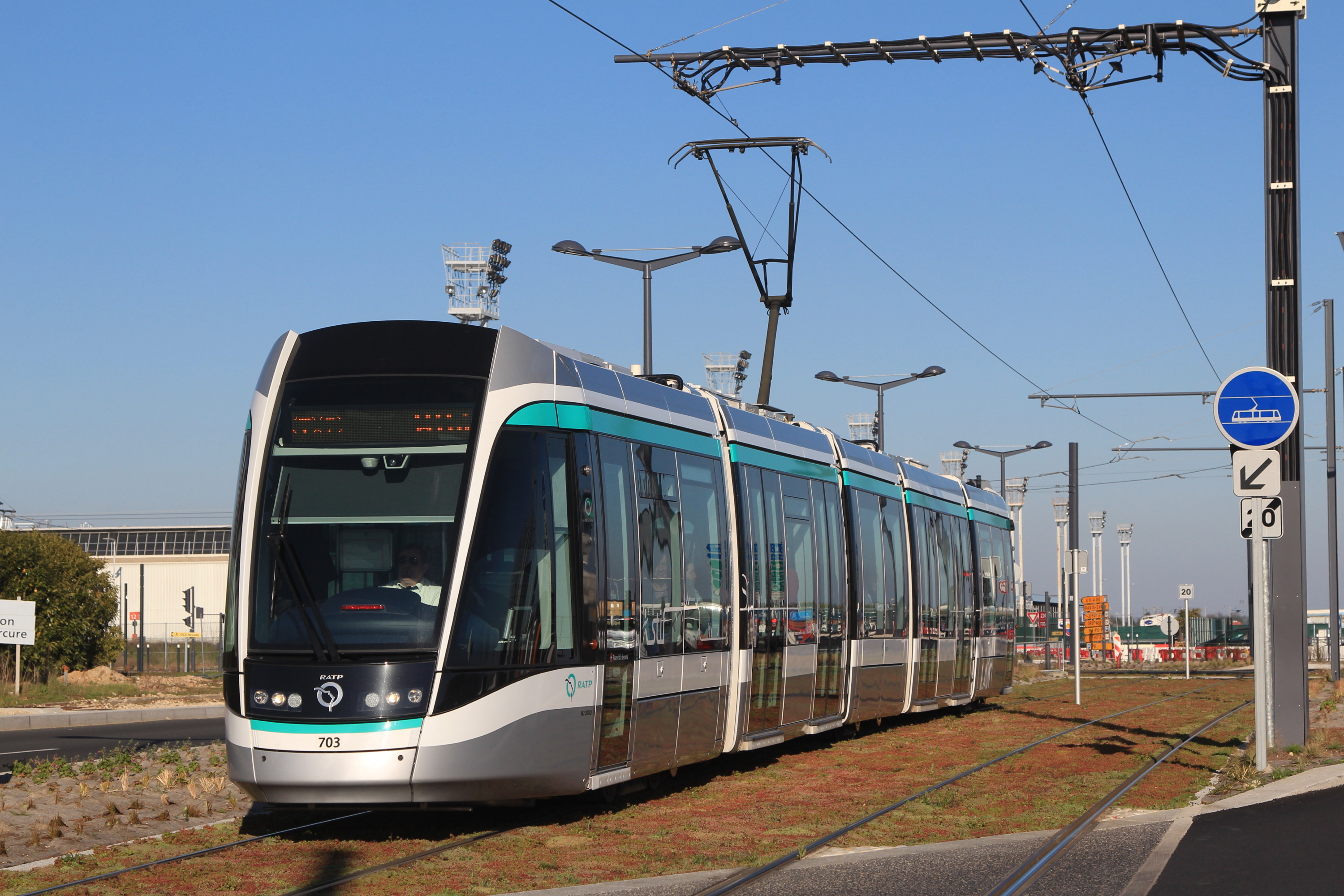
Novější vozy Alstom Citadis 302 jezdí na linkách T7 a T8
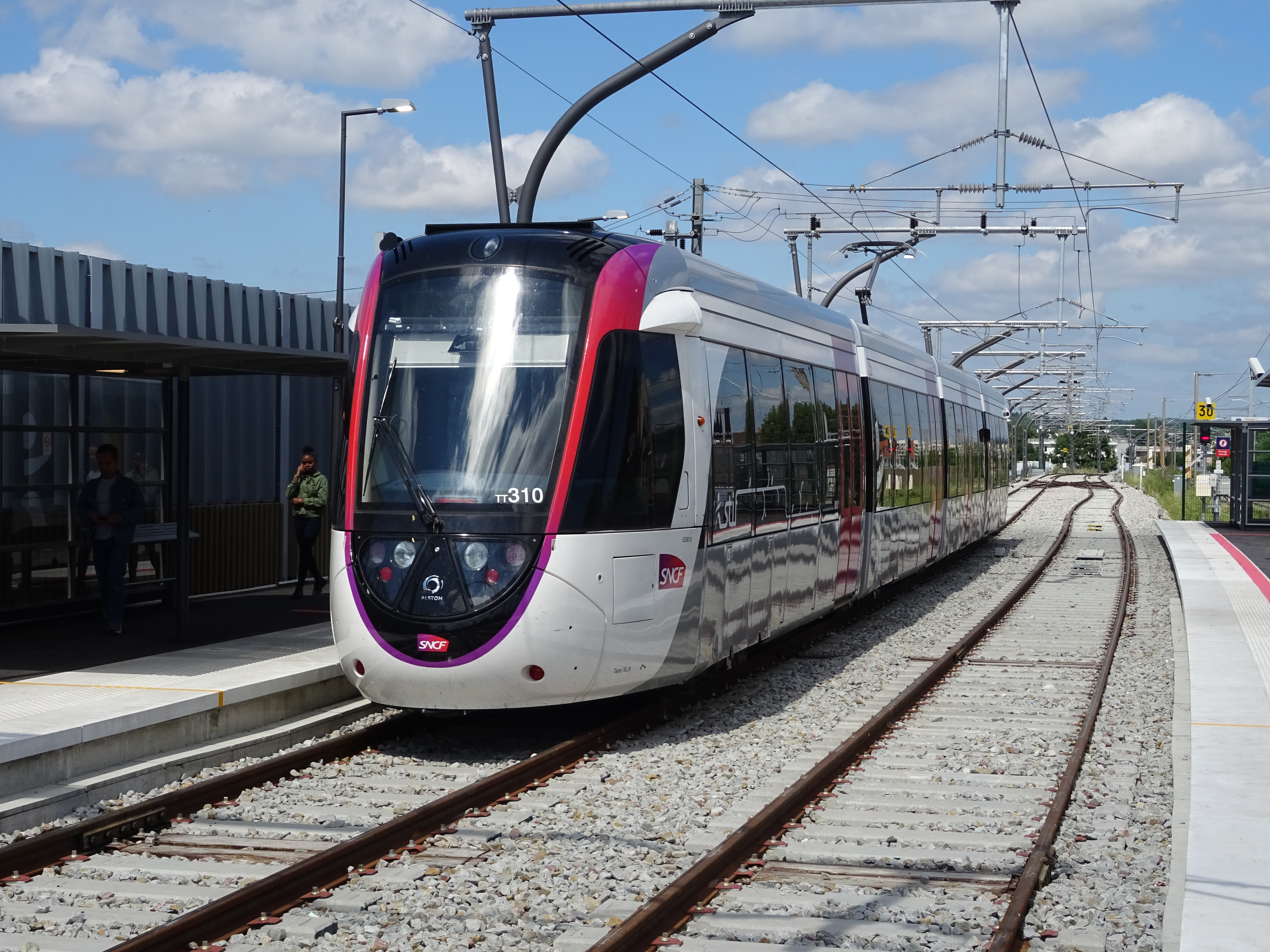
Alstom Citadis Dualis na expresní lince T11
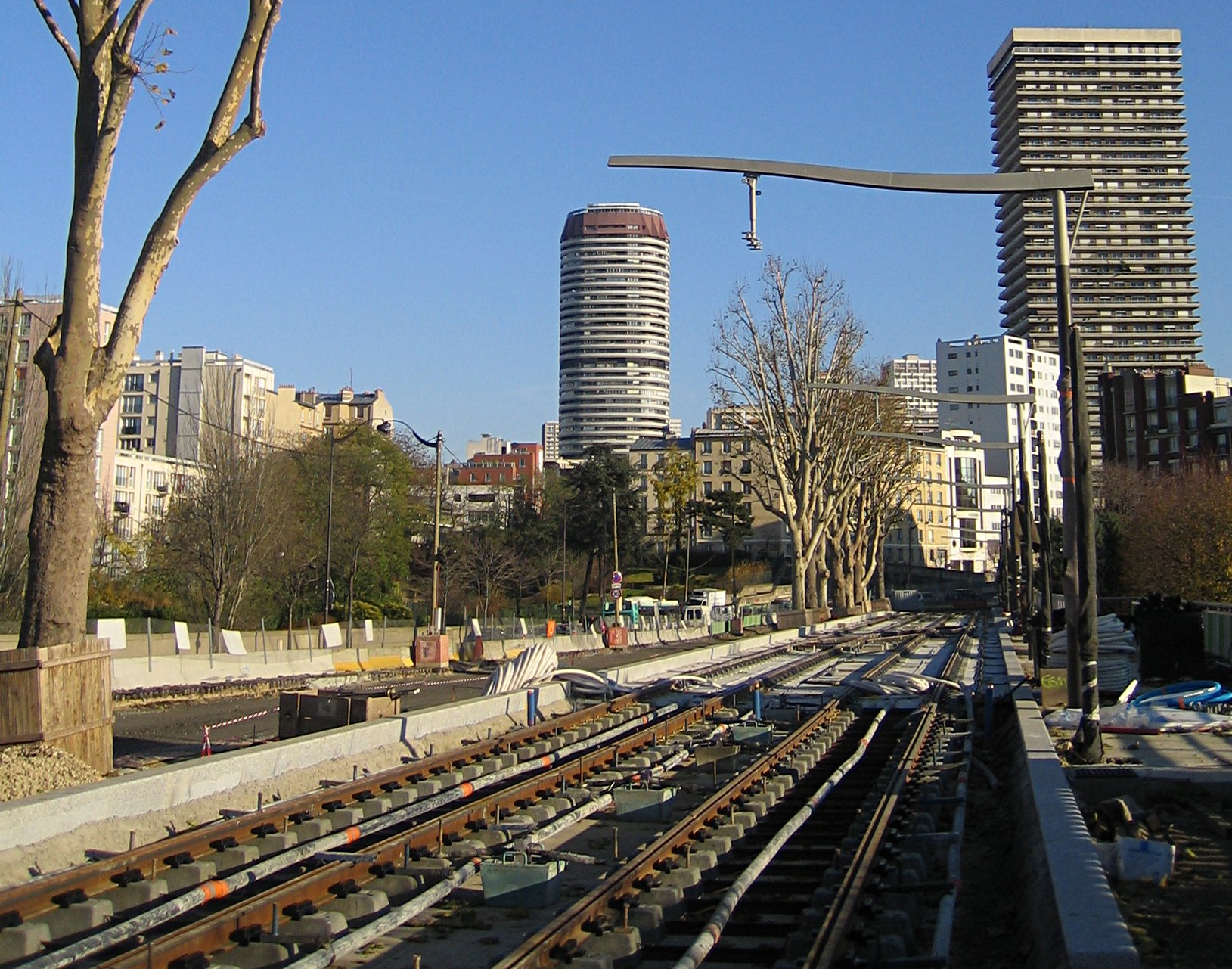
Rozestavěná tramvajová trať v zastávce Poterne des Peupliers